# Phyllanthus collinus
Phyllanthus collinus là một loài thực vật có hoa trong họ Diệp hạ châu. Loài này được Domin miêu tả khoa học đầu tiên năm 1927.